# Vangunu
Vangunu est une île située dans la province occidentale des Salomon.
Elle est située entre la Nouvelle-Géorgie et Nggatokae. Le vangunu y est parlé sous la forme de deux dialectes : le bareke et le vangune proprement dit.

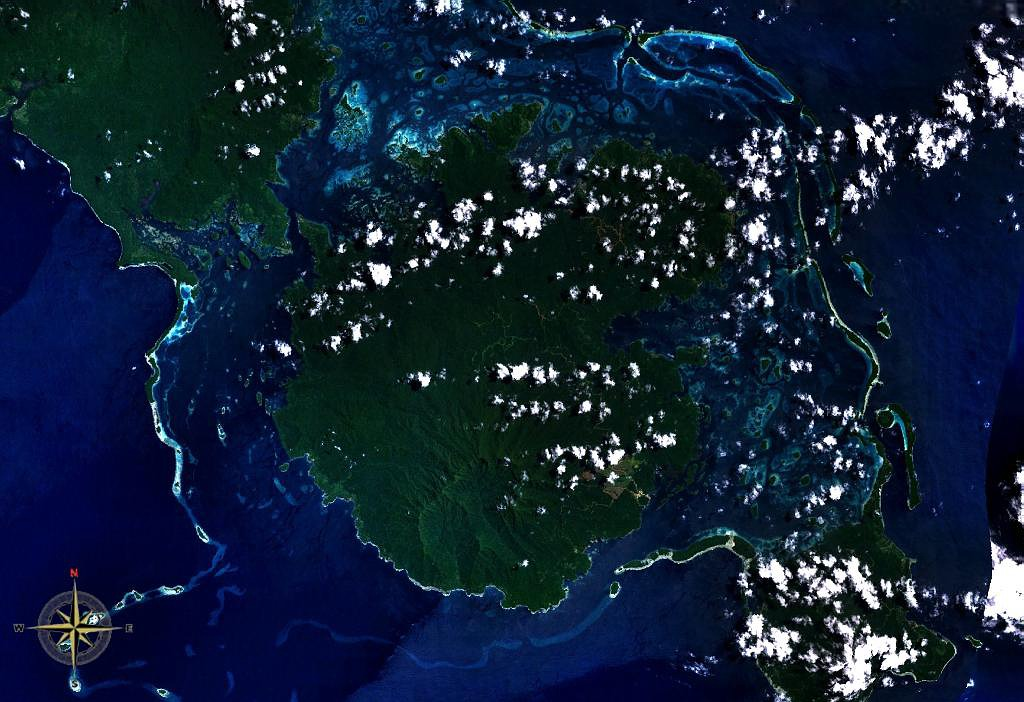
Vangunu vue de l'espace